# Мир входящему
«Мир входящему» — советский художественный фильм, снятый режиссёрами Александром Аловым и Владимиром Наумовым в 1961 году.

## Сюжет
Только что выпущенный из училища младший лейтенант Красной Армии Ивлев прибывает для прохождения службы в Берлин за несколько дней до капитуляции Германии в Великой Отечественной войне. В разрушенном боями городе солдаты находят беременную немку, и командование части решает помочь ей добраться до госпиталя. Лейтенанту Ивлеву поручают сопровождать эту женщину в тыл, дав ему шофёра и контуженного солдата, которого тоже нужно отправить в госпиталь. Тем самым старшие офицеры хотят уберечь лейтенанта от возможной гибели в Берлине в самом конце войны.
В итоге, ставший совсем другим человеком, повзрослевший главный герой, вместе со встреченным им по пути шофёром-солдатом американской армии, помогают немке, доставляя её в безопасное место.
Война заканчивается, ознаменованная рождением младенца в новом, спокойном мире. Финальный кадр — новорождённый писает на груду теперь уже ненужного, выброшенного оружия.

## В ролях
| Актёр                | Роль                            |
| -------------------- | ------------------------------- |
| Виктор Авдюшко       | Иван Ямщиков                    |
| Александр Демьяненко | Шура Ивлев                      |
| Станислав Хитров     | Павел Васильевич Рукавицын      |
| Лидия Шапоренко      | немка Барбара                   |
| Вера Бокадоро        | француженка                     |
| Николай Гринько      | шофёр-американец                |
| Николай Тимофеев     | комбат                          |
| Изольда Извицкая     | регулировщица Клава             |
| Андрей Файт          | серб                            |
| Александр Кузнецов   | Слава (нет в титрах)            |
| Степан Крылов        | подполковник Черняев            |
| Владимир Маренков    | старшина                        |
| Эрвин Кнаусмюллер    | немецкий офицер                 |
| Николай Хрящиков     | раненый в Квикау (нет в титрах) |

## Награды
- Специальный приз жюри за лучшую режиссёрскую работу и «Кубок Пазинетти» (приз итальянских кинокритиков за лучший иностранный фильм) на XXII МКФ в Венеции (Италия, 1961)
- Актёру Николаю Гринько «За рекламу машины фирмы „Студебеккер“» присуждён легковой автомобиль «Студебеккер» (Гринько приз не получил)[2].